# Teddy Infuhr
Teddy Infuhr (St. Louis, 9 novembre 1936 – Thousand Oaks, 12 maggio 2007) è stato un attore statunitense, attivo come attore bambino e adolescente dal 1942 al 1955 (tra i 5 e i 18 anni).

## Biografia
Nato a Saint Louis (Missouri) nel 1936, Teddy Infuhr fu avviato giovanissimo dalla madre alla carriera di attore, dopo che la famiglia si era trasferita a Los Angeles nel 1939. Uno studente ai Rainbow Studies debuttò all'età di 5 anni in The Tuttles of Tahiti (1942) di King Vidor. Nel corso di una carriera durata circa una dozzina di anni, Infuhr lavorò in circa cento film. Pur non interpretandovi ruoli particolarmente rilevanti, partecipò ad alcune tra le più importanti produzioni cinematografiche del tempo come Un albero cresce a Brooklyn (1945), Io ti salverò (1945), I migliori anni della nostra vita (1946), La moglie del vescovo (1947) e Il ragazzo dai capelli verdi (1948). Tra le sue interpretazioni più degne di nota ci sono anche quelle di un bambino sordomuto in Sherlock Holmes e la donna ragno (1944) e del piccolo Gionata nel dramma biblico Davide e Betsabea (1951).
Infuhr trovò più spazio al cinema e alla televisione in serie comiche o western. In tre commedie della serie I milionari (Ma and Pa Kettle) interpretò il ruolo di Benjamin Kettle, uno dei figli della coppia. Nella serie The Adventures of Rusty fu Squeaky Foley, uno degli amici del protagonista Ted Donaldson. Si distinse in particolare nel genere western, dove apparve in tre film e un episodio televisivo con Gene Autry, nonché in altri film e serie televisive come Cisco Kid (1952).
La sua carriera si concluse alla metà degli anni cinquanta. Infuhr si diplomò nel 1958 in chiroterapia e come medico chiropratico trovò la sua vocazione nella vita adulta. Sposatosi, con figli, continuò a frequentare il mondo dello spettacolo solo in occasioni celebrative, come ospite al Festival di Memphis nel 2002 e nel 2006.
Morì il 12 maggio 2007 nella sua casa di Thousand Oaks, California, all'età di 70 anni.

## Filmografia parziale

### Cinema
- The Tuttles of Tahiti, regia di King Vidor (1942)
- The Amazing Mrs. Holliday, regia di Bruce Manning (1943)
- She's for Me, regia di Reginald Le Borg (1943)
- Sherlock Holmes e la donna ragno (The Spider Woman), regia di Roy William Neill (1944) - non accreditato
- The Unwritten Code, regia di Herman Rotsten (1944)
- Stanotte t'ho sognato (That Night with You), regia di William A. Seiter (1944)
- Un albero cresce a Brooklyn (A Tree Grows in Brooklyn), regia di Elia Kazan (1945) - non accreditato
- Io ti salverò (Spellbound), regia di Alfred Hitchcock (1945) - non accreditato
- The House I Live In, cortometraggio, regia di Mervyn LeRoy (1945) - non accreditato
- Roaring Rangers, regia di Ray Nazarro (1946) - non accreditato
- Non dirmi addio (Sentimental Journey), regia di Walter Lang (1946) - non accreditato
- Song of Arizona, regia di Frank McDonald (1946) - non accreditato
- The Return of Rusty, regia di William Castle (1946)
- Anime ferite (Till the End of Time), regia di Edward Dmytryk (1946) - non accreditato
- I migliori anni della nostra vita (The Best Years of Our Lives), regia di William Wyler (1946) - non accreditato
- Fiore selvaggio (Driftwood), regia di Allan Dwan (1947)
- La moglie del vescovo (The Bishop's Wife), regia di Henry Koster (1947)
- Campus Honeymoon, regia di Richard Sale (1948)
- Phantom Valley, regia di Ray Nazarro (1948) - non accreditato
- La donna del bandito (They Live by Night), regia di Nicholas Ray (1948)
- Il ragazzo dai capelli verdi (The Boy with Green Hair), regia di Joseph Losey (1948)
- Fighting Fools, regia di Reginald Le Borg (1949)
- West of El Dorado, regia di Ray Taylor (1949)
- Purificazione (Mr. Soft Touch), regia di Henry Levin e Gordon Douglas (1949) - non accreditato
- Il grande agguato (Brimstone), regia di Joseph Kane (1949) - non accreditato
- The Traveling Saleswoman, regia di Charles Reisner (1950) - non accreditato
- Il sentiero degli Apaches (California Passage), regia di Joseph Kane (1950) - non accreditato
- Gene Autry and The Mounties, regia di John English (1951) - non accreditato
- The Hills of Utah, regia di John English (1951) - non accreditato
- Valley of Fire, regia di John English (1951)

### Televisione
- Mio padre, il signor preside (The Stu Erwin Show) – serie TV, 3 episodi (1950-1951)
- Le avventure di Gene Autry (The Gene Autry Show) – serie TV, un episodio (1951)
- Schlitz Playhouse of Stars – serie TV, un episodio (1952)
- Cisco Kid – serie TV, 2 episodi (1952)
- Gianni e Pinotto (The Abbott and Costello Show) – serie TV, episodio 2x07 (1953)
- Royal Playhouse (Fireside Theatre) – serie TV, 3 episodi (1953-1954)